# Pahieme
Pahieme is een bestuurslaag in het regentschap Tapanuli Tengah van de provincie Noord-Sumatra, Indonesië. Pahieme telt 2155 inwoners (volkstelling 2010).